# Agave gentryi
Agave gentryi är en sparrisväxtart som beskrevs av Bernd Ullrich. Agave gentryi ingår i släktet Agave och familjen sparrisväxter. Inga underarter finns listade i Catalogue of Life.

## Bildgalleri

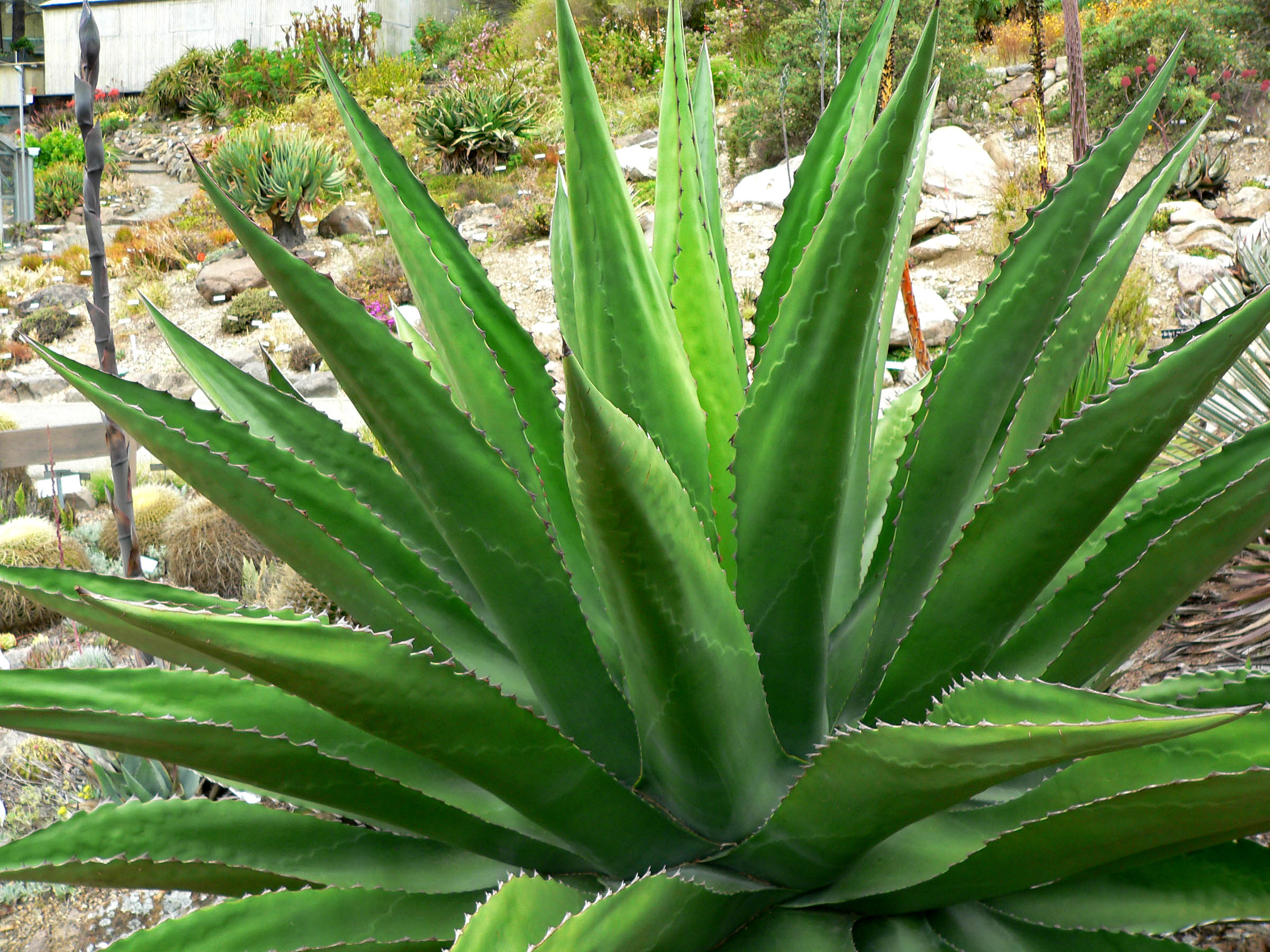
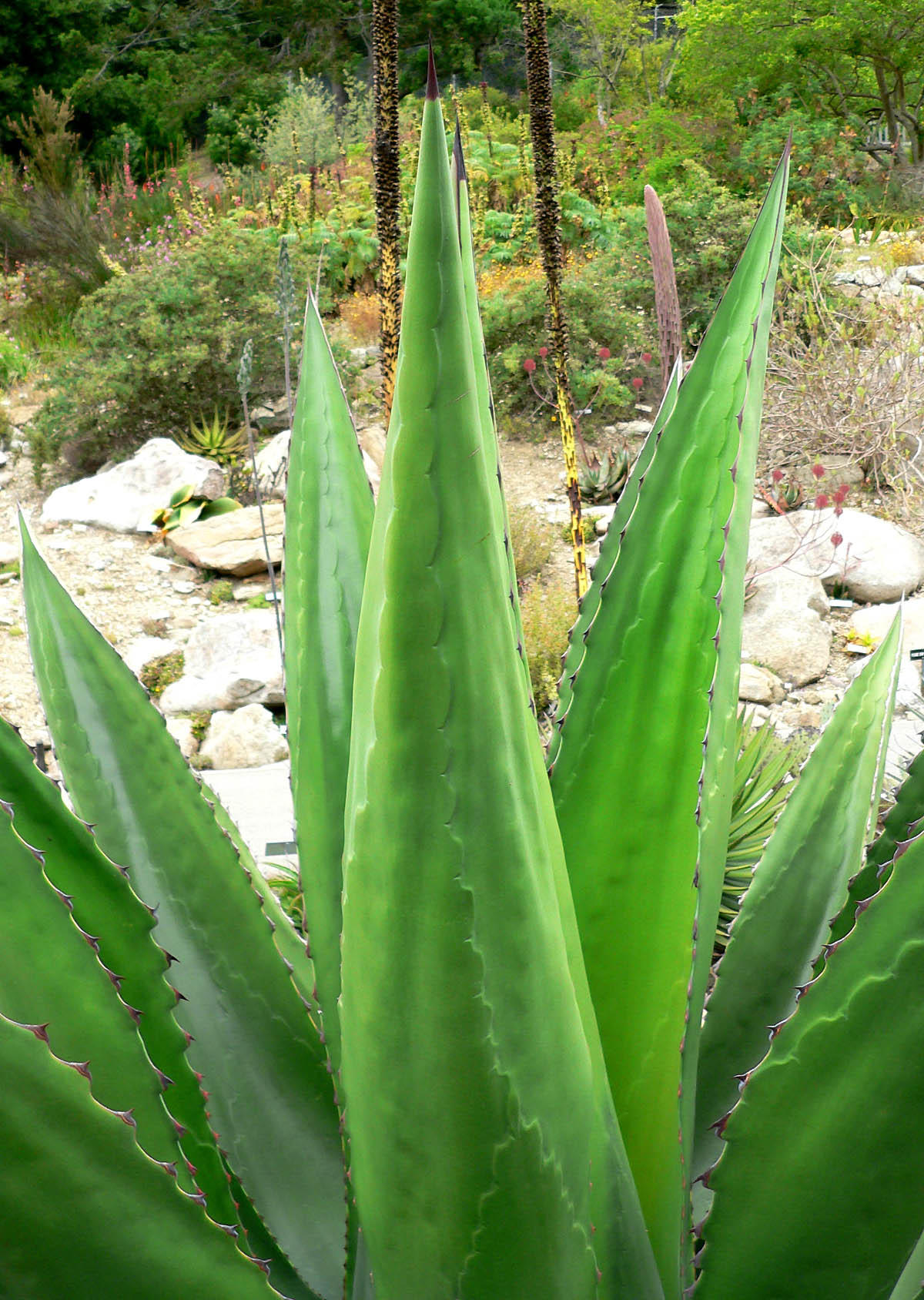
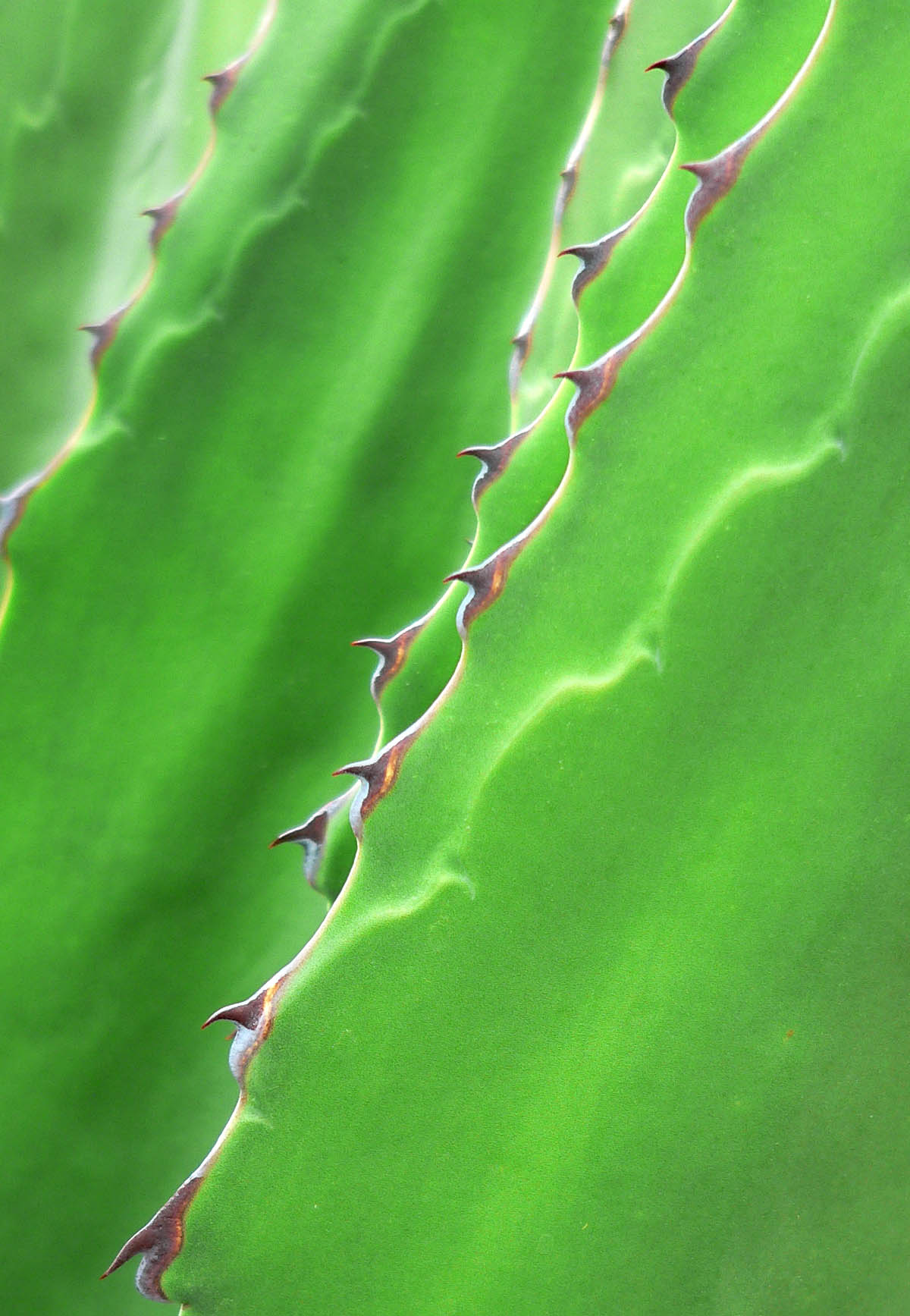
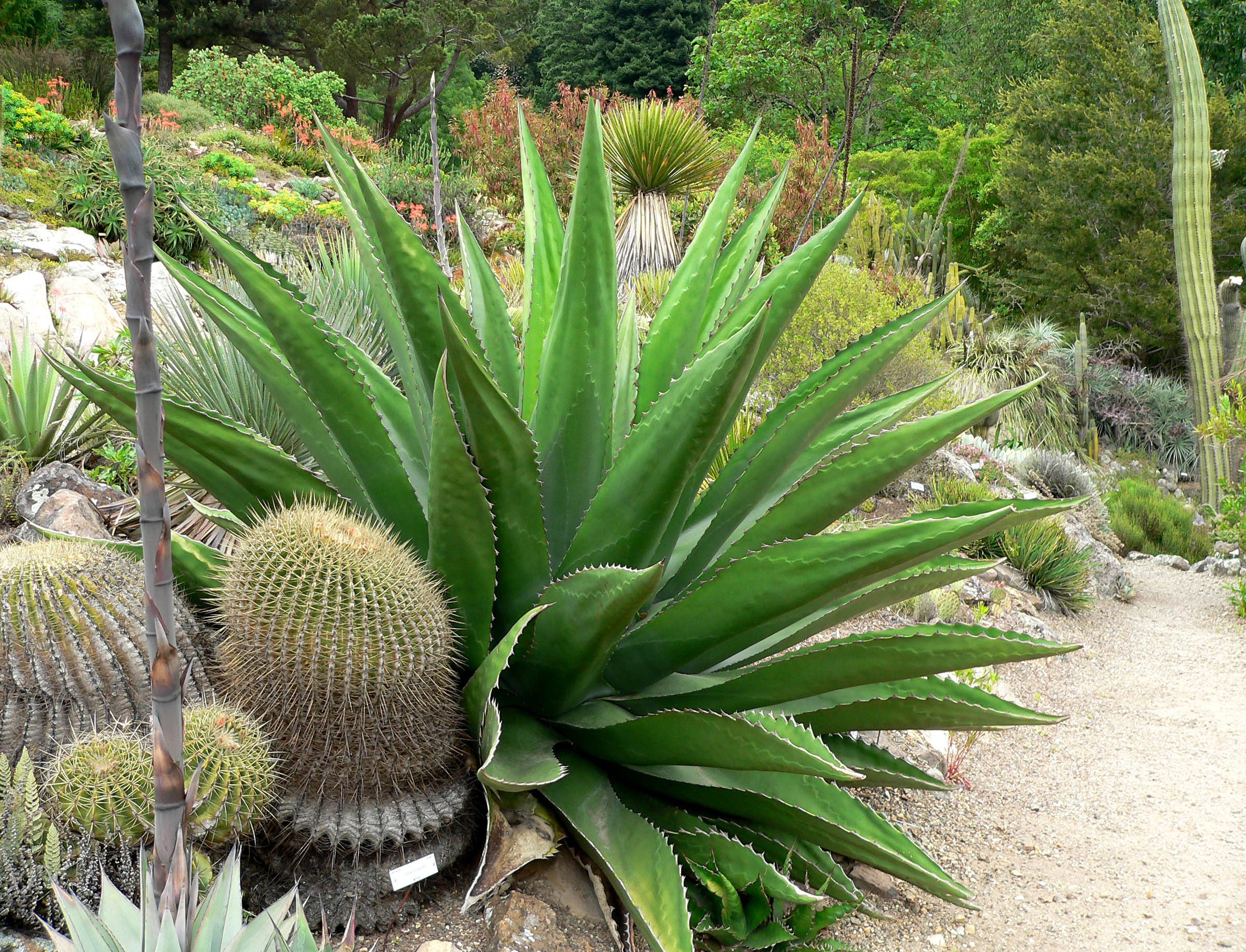